# 新光風
新光風（日语：シンコウウインディ），是日本純種競賽賽馬 。競賽生涯主要活躍於泥地賽事，並曾勝出泥地一級賽二月錦標。

## 出賽前
1993年4月14日於北海道浦河町酒井源市牧場誕生。自誕生起就擁有作爲競賽馬優勢的修長馬體，但早年成長過程中經已發覺其頑皮的個性，例如經常性咬其他馬匹。
1994年6月，2歲（現1歲）的新光風於拍賣會上，由馬主安田修在練馬師田中清隆舉薦下，以890萬日圓拍下。其後被送往北海道安平町的北部牧場成長。
他在1995年11月，交由美浦訓練中心練馬師田中清隆訓練。

## 競賽生涯

### 4歲（現3歲）
1996年1月5日，出戰東京競馬場泥地4歲新馬，騎師爲岡部幸雄，於比賽中以3/4馬位順利勝出。
然而其後出戰三場草地賽事蜂斗菜特別、越橘賞以及鳳仙花賞均落敗而回，令陣營懷疑新光風的草地能力。
陣營爲了驗證新光風之泥地適性，安排其出戰参加於中山競馬場舉行之泥地賽事朝顏賞，結果以3 1/2馬位大勝。自此，陣營認可了其泥地能力，宣佈新光風將以泥地戰線爲目標。
夏天放草過後，出戰秋天第一場賽事館山特别。賽事進行到一半，新光風於馬群中央衝出，於最後直路加速，追擊領先的Daiwa Ocean至僅有頸位差距。然而眼見將要超越對方時，新光風暴露了其頑皮的性格，突然伸頭咬向一旁的Daiwa Ocean，結果以頸位落敗。由於是次事件於日本賽馬史上聞所未聞，因此新光風於馬迷間成爲熱話，亦收穫不少支持者。
之後陣營決定以泥地三冠爲目標，下場比賽爲第一關之三級賽麒麟錦標。
9月28日，如計劃安排出戰麒麟錦標。雖然最終落後3馬位下以第二名衝線，但由於賽後審議判定Battle Line存在犯規行爲而被降至第十，新光風得以遞補奪冠，獲得首個分級賽冠軍。
11月1日，於大井競馬場出戰第二關超級泥地打吡。新光風於最後直路追趕前方的Sanlife Teio時，再次咬向對手因而放慢了速度，最終輸1馬位下獲得第二。
其後以第一人氣出戰，盛岡競馬場舉行之第三關打比大獎賽。新光風賽前因長距離運輸導致食欲不振，使其比賽中狀態極差，最終以第三名完賽，和冠軍石野週日相差5 1/2馬位。

### 5歲（現4歲）
1997年，新光風第一場比賽爲於京都競馬場舉行的平安錦標，鞍上騎師變更爲四位洋文，爲了令其集中，本次比賽首次戴上遮眼帶。儘管起步較慢，但其在最後直路猛烈加速，不斷追擊內欄的Toyo Seattle，最終兩駒平頭同奪冠軍。
下場比賽爲本年升格一級賽的二月錦標。由於賽前因降雨關係，賽道變得異常泥濘，因此比賽中馬匹們跑得較爲集中，主要處於中團位置，令新光風處於包圍。最後彎道時，新光風於內欄位置從馬群空隙中加速突破，向先頭馬匹追趕。進入直路後，新光風經已追到前方之Stone Stepper及Battle Line。最後200米時候，Battle Line因體力不支敗退，比賽變成了兩駒的決鬥。最終，新光風率先衝線，贏得生涯第一個一級賽。
二月錦標結束後隨即放草，繼而出自戰5月之天蠍錦標，雖然獲得第一人氣，但結果卻是以第五名敗退完賽。
其後出戰帝王賞，結果也以第七名大敗下草草完賽。
之後於在放草時被發現腿部出現不適，進入長達2年之休養期，直接跳過了6歲（現5歲）的競賽生涯。

### 7歲（現6歲）
新光風被安排出戰1999年6月23日的安田紀念作爲復出戰，然而因草地適性問題，以第十三名落敗。
其後出自兩場公開賽灘錦標以及關越錦標均落敗而回。
9月15日，出戰地方三級賽日本電視盃，以第四名落敗。賽後再次發現腿部出現不適，陣營商議後，決定安排退役。

### 詳細賽績
| 日期       | 舉辦國家 | 馬場 | 距離   | 級別     | 賽事名稱     | 負重 | 騎師     | 馬號 | 出馬 | 名次 | 時間   | 頭馬（二馬）        |
| ---------- | -------- | ---- | ------ | -------- | ------------ | ---- | -------- | ---- | ---- | ---- | ------ | ------------------- |
| 5/1/1996   | 日本     | 東京 | 泥1200 |          | 4歳新馬      | 55   | 岡部幸雄 | 4    | 15   | 1    | 1:13.8 | （Shinki Itten）    |
| 3/3/1996   | 日本     | 中京 | 草1800 |          | 蜂斗菜特別   | 55   | 小林久晃 | 7    | 16   | 4    | 1:51.0 | Boston Emperor      |
| 27/4/1996  | 日本     | 新潟 | 草2200 |          | 越橘賞       | 55   | 橋本廣喜 | 10   | 10   | 2    | 2:16.7 | Happy Woodman       |
| 9/6/1996   | 日本     | 東京 | 草2000 |          | 鳳仙花賞     | 55   | 橋本廣喜 | 8    | 15   | 4    | 2:01.5 | Big Baillamont      |
| 29/6/1996  | 日本     | 中山 | 泥1800 |          | 朝顏賞       | 55   | 岡部幸雄 | 4    | 10   | 1    | 1:53.4 | （Headline）        |
| 31/8/1996  | 日本     | 中山 | 泥1800 |          | 館山特別     | 55   | 田中勝春 | 9    | 16   | 2    | 1:52.2 | Daiwa Ocean         |
| 28/9/1996  | 日本     | 中山 | 泥1800 | GIII     | 麒麟錦標     | 56   | 岡部幸雄 | 1    | 14   | 1    | 1:52.8 | （Silk Phoenix）    |
| 1/11/1996  | 日本     | 大井 | 泥2000 | 地方GI   | 超級泥地打吡 | 57   | 岡部幸雄 | 5    | 14   | 2    | 2:06.0 | Sanlife Teio        |
| 23/11/1996 | 日本     | 盛岡 | 泥2000 | 地方GI   | 打吡大獎賽   | 56   | 田中勝春 | 1    | 12   | 3    | 2:07.9 | 石野週日            |
| 6/1/1997   | 日本     | 京都 | 泥1800 | GIII     | 平安錦標     | 56   | 四位洋文 | 13   | 16   | 1    | 1:49.9 | （Toyo Sealtte）[a] |
| 16/2/1997  | 日本     | 東京 | 泥1600 | GI       | 二月錦標     | 56   | 岡部幸雄 | 8    | 16   | 1    | 1:36.0 | （Stone Stepper）   |
| 3/5/1997   | 日本     | 京都 | 泥1800 | GIII     | 天蠍錦標     | 58.5 | 岡部幸雄 | 10   | 16   | 5    | 1:51.3 | M.I.Blanc           |
| 24/6/1997  | 日本     | 大井 | 泥2000 | 地方GI   | 帝王賞       | 57   | 岡部幸雄 | 8    | 12   | 7    | 2:07.1 | Concert Boy         |
| 13/6/1999  | 日本     | 東京 | 草1600 | GI       | 安田紀念     | 58   | 後藤浩輝 | 2    | 14   | 13   | 1:36.7 | 空中聖戰            |
| 4/7/1999   | 日本     | 阪神 | 泥1800 | OP       | 灘錦標       | 59   | 武幸四郎 | 5    | 13   | 5    | 1:50.8 | Magic Game          |
| 14/8/1999  | 日本     | 新潟 | 泥1700 | OP       | 關越錦標     | 59   | 菊澤隆德 | 5    | 11   | 6    | 1:46.1 | Gaily Magnum        |
| 15/9/1999  | 日本     | 船橋 | 泥1800 | 地方GIII | 日本電視盃   | 55   | 岡部幸雄 | 1    | 13   | 4    | 1:52.3 | Snow Endeavor       |

a 其和此賽駒爲平頭冠軍

## 退役後
退役後，新光風成為了配種馬，在門別町（今日高町）新光牧場休養，在2000年進行配種。
然而其後，由於馬主安田修所經營之新興產業業績不佳，其將旗下所有馬匹出售，導致新光風配種數量下降，最終於2003年從配種馬身份退役，
2007年，前往同町Darley Japan牧場作作試情馬工作，同時以功勞馬身份進行養老生活。
2023年9月27日﹐於馬房內因衰老以30歲高齡死亡。

## 血統簡介
父系爲來自美國，擁有良好泥地血統之Doulab，曾勝出二級賽，亦於一級賽獲得過第二名。
母系爲Rose Commander，於日本25戰5勝。外祖父爲曾勝出美國三冠賽之一肯塔基打吡之Dust Commander。

### 血統表
| 父線：北地舞人系（新北區系）               |                               |                |                |
| 種馬 Doulab 1982年（栗色）                 | Topsider 1974年（棗色）       | 北地舞人       | 新北區         |
| 種馬 Doulab 1982年（栗色）                 | Topsider 1974年（棗色）       | 北地舞人       | Natalma        |
| 種馬 Doulab 1982年（栗色）                 | Topsider 1974年（棗色）       | Drumtop        | 圓桌武士       |
| 種馬 Doulab 1982年（栗色）                 | Topsider 1974年（棗色）       | Drumtop        | Zonah          |
| 種馬 Doulab 1982年（栗色）                 | Passerine 1977年（栗色）      | Dr. Fager      | Rough'n Tumble |
| 種馬 Doulab 1982年（栗色）                 | Passerine 1977年（栗色）      | Dr. Fager      | Aspidistra     |
| 種馬 Doulab 1982年（栗色）                 | Passerine 1977年（栗色）      | Pashamin       | My Babu        |
| 種馬 Doulab 1982年（栗色）                 | Passerine 1977年（栗色）      | Pashamin       | Tir an Oir     |
| 繁殖雌馬 Rose Commander 1976年（棗色）     | Dust Commander 1967年（栗色） | Bold Commander | 勇者帝王       |
| 繁殖雌馬 Rose Commander 1976年（棗色）     | Dust Commander 1967年（栗色） | Bold Commander | High Voltage   |
| 繁殖雌馬 Rose Commander 1976年（棗色）     | Dust Commander 1967年（栗色） | Dust Strom     | Windy City     |
| 繁殖雌馬 Rose Commander 1976年（棗色）     | Dust Commander 1967年（栗色） | Dust Strom     | Challure       |
| 繁殖雌馬 Rose Commander 1976年（棗色）     | Hama Hiryu 1972年（深棗色）   | 巴索隆         | Milesian       |
| 繁殖雌馬 Rose Commander 1976年（棗色）     | Hama Hiryu 1972年（深棗色）   | 巴索隆         | Paleo          |
| 繁殖雌馬 Rose Commander 1976年（棗色）     | Hama Hiryu 1972年（深棗色）   | Dick Midori    | Tosa Midori    |
| 繁殖雌馬 Rose Commander 1976年（棗色）     | Hama Hiryu 1972年（深棗色）   | Dick Midori    | Taka Flame     |
| 雌系：號族：7-e                            |                               |                |                |
| 五代內近親交配：My Babu4 ×5、Nasrullah 5×5 |                               |                |                |

## 名字由來
名字中，Shinko（シンコウ）是馬主安田修之冠名，出自其所經營之公司新興產業（亦可翻譯作新光），而Windy（ウインディ）則代表「風」的意思。

## 外部連結
- 新光風 netkeiba.com （页面存档备份，存于）
- 血統表 （页面存档备份，存于）